# 1982 en els vols espacials
Aquest article és una llista d'esdeveniments de vols espacials relacionats que es van produir el 1982.

## Llançaments
| Data i hora (UTC)     | Coet | Coet                                           | Plataforma de llançament                   | Plataforma de llançament                 | LSP                                                        | LSP                                  |
| --------------------- | --- | ---------------------------------------------- | ------------------------------------------ | ---------------------------------------- | ---------------------------------------------------------- | ------------------------------------ |
| Data i hora (UTC)     | Càrrega útil | Operador                                       | Òrbita                                     | Funció                                   | Deteriorament (UTC)                                        | Resultat                             |
| Data i hora (UTC)     | Comentaris |                                                |                                            |                                          |                                                            |                                      |
| Gener                 | |                                                |                                            |                                          |                                                            |                                      |
| 7 de gener 15:38      | Unió Soviètica - Kosmos-3M | Unió Soviètica - Kosmos-3M                     | Unió Soviètica - Plesetsk Site 132/2       | Unió Soviètica - Plesetsk Site 132/2     | Unió Soviètica                                             | Unió Soviètica                       |
| 7 de gener 15:38      | Unió Soviètica - Kosmos 1331 (Strela-2M) |                                                | Terrestre Baixa                            | Comunicacions                            | En òrbita                                                  | Reeixit                              |
| 14 de gener 07:51     | Unió Soviètica - Kosmos-3M | Unió Soviètica - Kosmos-3M                     | Unió Soviètica Plesetsk Site 132/2         | Unió Soviètica Plesetsk Site 132/2       | Unió Soviètica                                             | Unió Soviètica                       |
| 14 de gener 07:51     | Unió Soviètica - Kosmos 1333 (Parus) |                                                | Terrestre Baixa                            | Comunicacions Navegació                  | En òrbita                                                  | Reeixit                              |
| 16 de gener 01:55     | Estats Units - Delta 3910/PAM-D | Estats Units - Delta 3910/PAM-D                | Estats Units - Cape Canaveral LC-17A       | Estats Units - Cape Canaveral LC-17A     | Estats Units                                               | Estats Units                         |
| 16 de gener 01:55     | Estats Units - Satcom 4 |                                                | Geoestacionària                            | Comunicacions                            | En òrbita                                                  | Reeixit                              |
| 21 de gener 19:30     | Estats Units - Titan III(24)B | Estats Units - Titan III(24)B                  | Estats Units - Vandenberg SLC-4W           | Estats Units - Vandenberg SLC-4W         | Estats Units                                               | Estats Units                         |
| 21 de gener 19:30     | Estats Units - OPS 2849 (KH-852) | NRO                                            | Heliosíncrona                              | Imatgeria òptica                         | 23 de maig                                                 | Reeixit                              |
| 29 de gener 11:00     | Unió Soviètica - Kosmos-3M | Unió Soviètica - Kosmos-3M                     | Unió Soviètica Plesetsk Site 132/2         | Unió Soviètica Plesetsk Site 132/2       | Unió Soviètica                                             | Unió Soviètica                       |
| 29 de gener 11:00     | Unió Soviètica - Kosmos 1335 (Taifun-2) |                                                | Terrestre Baixa                            | Calibratge                               | 5 d'abril 1987                                             | Reeixit                              |
| Febrer                | |                                                |                                            |                                          |                                                            |                                      |
| 11 de febrer 01:11    | Unió Soviètica - Tsyklon-2 | Unió Soviètica - Tsyklon-2                     | Unió Soviètica - Baikonur Site 90          | Unió Soviètica - Baikonur Site 90        | Unió Soviètica                                             | Unió Soviètica                       |
| 11 de febrer 01:11    | Unió Soviètica - Kosmos 1337 (US-PM1) |                                                | Terrestre Baixa                            | ELINT                                    | 25 de juliol                                               | Error del vehicle                    |
| 11 de febrer 01:11    | Va fallar la propulsió del satèl·lit o el sistema d'aviònica |                                                |                                            |                                          |                                                            |                                      |
| 17 de febrer 21:56    | Unió Soviètica - Kosmos-3M | Unió Soviètica - Kosmos-3M                     | Unió Soviètica Plesetsk Site 132/2         | Unió Soviètica Plesetsk Site 132/2       | Unió Soviètica                                             | Unió Soviètica                       |
| 17 de febrer 21:56    | Unió Soviètica - Kosmos 1339 (Tsikada) |                                                | Terrestre Baixa                            | Navegació                                | en òrbita?                                                 | Reeixit                              |
| 26 de febrer 00:04:44 | Estats Units - Delta 3910/PAM-D | Estats Units - Delta 3910/PAM-D                | Estats Units - Cape Canaveral LC-17A       | Estats Units - Cape Canaveral LC-17A     | Estats Units                                               | Estats Units                         |
| 26 de febrer 00:04:44 | Estats Units - Westar 4 |                                                | Geoestacionària                            | Comunicacions                            | En òrbita                                                  | Reeixit                              |
| Març                  | |                                                |                                            |                                          |                                                            |                                      |
| 4 de març             | Unió Soviètica - Kosmos-3M | Unió Soviètica - Kosmos-3M                     | Unió Soviètica - Kapustin Iar Site 107/1   | Unió Soviètica - Kapustin Iar Site 107/1 | Unió Soviètica                                             | Unió Soviètica                       |
| 4 de març             | Unió Soviètica - Taifun-2 |                                                | Destinat: Terrestre Baixa                  | Calibratge                               | 4 de març                                                  | Error de llançament                  |
| 5 de març 00:23       | Estats Units - Atlas SLV-3D Centaur-D1AR | Estats Units - Atlas SLV-3D Centaur-D1AR       | Estats Units - Cape Canaveral LC-36A       | Estats Units - Cape Canaveral LC-36A     | Estats Units                                               | Estats Units                         |
| 5 de març 00:23       | Nacions Unides - Intelsat 504 | Intelsat                                       | Geosíncrona                                | Comunicacions                            | En òrbita                                                  | Reeixit                              |
| 6 de març 19:25       | Estats Units - Titan III(23)C | Estats Units - Titan III(23)C                  | Estats Units - Cape Canaveral LC-40        | Estats Units - Cape Canaveral LC-40      | Estats Units                                               | Estats Units                         |
| 6 de març 19:25       | Estats Units - OPS 8701 (DSP-10) | Força Aèria dels Estats Units d'Amèrica        | Geosíncrona                                | Sistema d'alertes                        | En òrbita                                                  | Reeixit                              |
| 6 de març 19:25       | Vol final del Titan IIIC |                                                |                                            |                                          |                                                            |                                      |
| 22 de març 16:00      | Estats Units - Transbordador espacial Columbia | Estats Units - Transbordador espacial Columbia | Estats Units - Kennedy LC-39A              | Estats Units - Kennedy LC-39A            | Estats Units - United Space Alliance                       | Estats Units - United Space Alliance |
| 22 de març 16:00      | Estats Units - STS-3 | NASA                                           | Terrestre Baixa                            | Prova de desenvolupament de vol          | 30 de març 16:04                                           | Reeixit                              |
| 22 de març 16:00      | Estats Units - Development Flight Instrumentation | NASA                                           | Terrestre Baixa (Columbia)                 | Monitoratge de rendiment de l'orbitador  | 30 de març 16:04                                           | Reeixit                              |
| 22 de març 16:00      | Estats Units - OSTA-1 | NASA                                           | Terrestre Baixa (Columbia)                 | Teledetecció                             | 30 de març 16:04                                           | Reeixit                              |
| 22 de març 16:00      | Vol orbital tripulat amb dos astronautes Només el transbordador va volar per aterrar al White Sands Space Harbor Shuttle Imaging Radar-A (SIR-1)                                 |                                                |                                            |                                          |                                                            |                                      |
| 24 de març 19:47      | Unió Soviètica - Kosmos-3M | Unió Soviètica - Kosmos-3M                     | Unió Soviètica Plesetsk Site 132/1         | Unió Soviètica Plesetsk Site 132/1       | Unió Soviètica                                             | Unió Soviètica                       |
| 24 de març 19:47      | Unió Soviètica - Kosmos 1344 (Parus) |                                                | Terrestre Baixa                            | Comunicacions Navegació                  | En òrbita                                                  | Reeixit                              |
| 25 de març 09:50      | Unió Soviètica - Tsyklon-3 | Unió Soviètica - Tsyklon-3                     | Unió Soviètica - Plesetsk Site 32/1        | Unió Soviètica - Plesetsk Site 32/1      | Unió Soviètica                                             | Unió Soviètica                       |
| 25 de març 09:50      | Unió Soviètica - Meteor-2 No.8 |                                                | Terrestre Baixa                            | Meteorologia                             | En òrbita                                                  | Reeixit                              |
| 31 de març 09:00      | Unió Soviètica - Kosmos-3M | Unió Soviètica - Kosmos-3M                     | Unió Soviètica Plesetsk Site 132/2         | Unió Soviètica Plesetsk Site 132/2       | Unió Soviètica                                             | Unió Soviètica                       |
| 31 de març 09:00      | Unió Soviètica - Kosmos 1345 (Tselina-O) |                                                | Terrestre Baixa                            | ELINT                                    | 27 de setembre 1989                                        | Reeixit                              |
| Abril                 | |                                                |                                            |                                          |                                                            |                                      |
| 8 d'abril 00:15       | Unió Soviètica - Kosmos-3M | Unió Soviètica - Kosmos-3M                     | Unió Soviètica Plesetsk Site 132/2         | Unió Soviètica Plesetsk Site 132/2       | Unió Soviètica                                             | Unió Soviètica                       |
| 8 d'abril 00:15       | Unió Soviètica - Kosmos 1349 (Parus) |                                                | Terrestre Baixa                            | Comunicacions Navegació                  | En òrbita                                                  | Reeixit                              |
| 10 d'abril 06:47      | Estats Units Delta 3910/PAM-D | Estats Units Delta 3910/PAM-D                  | Estats Units Cape Canaveral LC-17A         | Estats Units Cape Canaveral LC-17A       | Estats Units                                               | Estats Units                         |
| 10 d'abril 06:47      | Índia - INSAT-1A | ISRO                                           | Geoestacionària                            | Comunicacions                            | En òrbita                                                  | Error del vehicle                    |
| 10 d'abril 06:47      | Malfuncionament en el sistema de control d'altitud, va cessar les operacions el setembre de 1983                                                                                 |                                                |                                            |                                          |                                                            |                                      |
| 19 d'abril 19:45:00   | Unió Soviètica - Proton-K | Unió Soviètica - Proton-K                      | Unió Soviètica Baikonur Site 200/40        | Unió Soviètica Baikonur Site 200/40      | Unió Soviètica                                             | Unió Soviètica                       |
| 19 d'abril 19:45:00   | Unió Soviètica - Saliut 7 (DOS-6) |                                                | Terrestre Baixa                            | Estació espacial                         | 7 de febrer 1991                                           | Reeixit                              |
| 19 d'abril 19:45:00   | Última estació espacial llançada com a part del programa Saliut |                                                |                                            |                                          |                                                            |                                      |
| 21 d'abril 01:40      | Unió Soviètica - Kosmos-3M | Unió Soviètica - Kosmos-3M                     | Unió Soviètica - Kapustin Iar Site 107/1   | Unió Soviètica - Kapustin Iar Site 107/1 | Unió Soviètica                                             | Unió Soviètica                       |
| 21 d'abril 01:40      | Unió Soviètica - Kosmos 1351 (Taifun-2) |                                                | Terrestre Baixa                            | Calibratge                               | 14 de març 1983                                            | Reeixit                              |
| 28 d'abril 02:52      | Unió Soviètica - Kosmos-3M | Unió Soviètica - Kosmos-3M                     | Unió Soviètica Plesetsk Site 132/1         | Unió Soviètica Plesetsk Site 132/1       | Unió Soviètica                                             | Unió Soviètica                       |
| 28 d'abril 02:52      | Unió Soviètica - Kosmos 1354 (Strela-2) |                                                | Terrestre Baixa                            | Comunicacions                            | En òrbita                                                  | Reeixit                              |
| 29 d'abril 09:55      | Unió Soviètica Tsyklon-2 | Unió Soviètica Tsyklon-2                       | Unió Soviètica Baikonur Site 90            | Unió Soviètica Baikonur Site 90          | Unió Soviètica                                             | Unió Soviètica                       |
| 29 d'abril 09:55      | Unió Soviètica - Kosmos 1355 (US-PM1) |                                                | Terrestre Baixa                            | ELINT                                    | 7 de març 1984                                             | Reeixit                              |
| Maig                  | |                                                |                                            |                                          |                                                            |                                      |
| 6 de maig 18:07       | Unió Soviètica - Kosmos-3M | Unió Soviètica - Kosmos-3M                     | Unió Soviètica Plesetsk Site 132/2         | Unió Soviètica Plesetsk Site 132/2       | Unió Soviètica                                             | Unió Soviètica                       |
| 6 de maig 18:07       | Unió Soviètica - Kosmos 1357 (Strela-1M) |                                                | Terrestre Baixa                            | Comunicacions                            | En òrbita                                                  | Reeixit                              |
| 6 de maig 18:07       | Unió Soviètica - Kosmos 1358 (Strela-1M) |                                                | Terrestre Baixa                            | Comunicacions                            | En òrbita                                                  | Reeixit                              |
| 6 de maig 18:07       | Unió Soviètica - Kosmos 1359 (Strela-1M) |                                                | Terrestre Baixa                            | Comunicacions                            | En òrbita                                                  | Reeixit                              |
| 6 de maig 18:07       | Unió Soviètica - Kosmos 1360 (Strela-1M) |                                                | Terrestre Baixa                            | Comunicacions                            | En òrbita                                                  | Reeixit                              |
| 6 de maig 18:07       | Unió Soviètica - Kosmos 1361 (Strela-1M) |                                                | Terrestre Baixa                            | Comunicacions                            | En òrbita                                                  | Reeixit                              |
| 6 de maig 18:07       | Unió Soviètica - Kosmos 1362 (Strela-1M) |                                                | Terrestre Baixa                            | Comunicacions                            | En òrbita                                                  | Reeixit                              |
| 6 de maig 18:07       | Unió Soviètica - Kosmos 1363 (Strela-1M) |                                                | Terrestre Baixa                            | Comunicacions                            | En òrbita                                                  | Reeixit                              |
| 6 de maig 18:07       | Unió Soviètica - Kosmos 1364 (Strela-1M) |                                                | Terrestre Baixa                            | Comunicacions                            | En òrbita                                                  | Reeixit                              |
| 11 de maig 18:35      | Estats Units - Titan III(23)D | Estats Units - Titan III(23)D                  | Estats Units - Vandenberg SLC-4E           | Estats Units - Vandenberg SLC-4E         | Estats Units                                               | Estats Units                         |
| 11 de maig 18:35      | Estats Units - OPS 5642 (KH-9-17) | NRO                                            | Heliosíncrona                              | Imatgeria òptica                         | 5 de desembre                                              | Reeixit                              |
| 11 de maig 18:35      | Estats Units - OPS 6553 (SSF-D) | NRO                                            | Heliosíncrona                              | ELINT                                    | En òrbita                                                  | Reeixit                              |
| 13 de maig 09:58      | Unió Soviètica - Soiuz-U | Unió Soviètica - Soiuz-U                       | Unió Soviètica - Baikonur Site 1/5         | Unió Soviètica - Baikonur Site 1/5       | Unió Soviètica                                             | Unió Soviètica                       |
| 13 de maig 09:58      | Unió Soviètica - Soiuz T-5 |                                                | Terrestre Baixa (Saliut 7)                 | Saliut 7 EO-1                            | 27 d'agost 15:04                                           | Reeixit                              |
| 13 de maig 09:58      | Vol orbital tripulat amb dos cosmonautes, primera missió a la Saliut 7 |                                                |                                            |                                          |                                                            |                                      |
| 14 de maig 19:39      | Unió Soviètica Tsyklon-2 | Unió Soviètica Tsyklon-2                       | Unió Soviètica Baikonur Site 90            | Unió Soviètica Baikonur Site 90          | Unió Soviètica                                             | Unió Soviètica                       |
| 14 de maig 19:39      | Unió Soviètica - Kosmos 1365 (US-A) |                                                | Terrestre Baixa                            | Imatgeria de radar                       | 19 d'octubre                                               | Reeixit                              |
| 23 de maig 05:58      | Unió Soviètica Soyuz-U | Unió Soviètica Soyuz-U                         | Unió Soviètica Baikonur Site 1/5           | Unió Soviètica Baikonur Site 1/5         | Unió Soviètica                                             | Unió Soviètica                       |
| 23 de maig 05:58      | Unió Soviètica - Progress 13 |                                                | Terrestre Baixa (Saliut 7)                 | Logística                                | 6 de juny 00:05                                            | Reeixit                              |
| Juny                  | |                                                |                                            |                                          |                                                            |                                      |
| 1 de juny 04:37       | Unió Soviètica - Kosmos-3M | Unió Soviètica - Kosmos-3M                     | Unió Soviètica - Plesetsk LC132 or LC133   | Unió Soviètica - Plesetsk LC132 or LC133 | Unió Soviètica                                             | Unió Soviètica                       |
| 1 de juny 04:37       | Unió Soviètica - Kosmos-1371 (875 kg) | Militar                                        | LEO, inclinació de 74.0 graus              | comsat                                   | en òrbita?                                                 | Reeixit                              |
| 1 de juny 13:58       | Unió Soviètica - Tsyklon-2 | Unió Soviètica - Tsyklon-2                     | Unió Soviètica - Baikonur LC 90            | Unió Soviètica - Baikonur LC 90          | Unió Soviètica                                             | Unió Soviètica                       |
| 1 de juny 13:58       | Unió Soviètica - Kosmos-1372 (3800 kg) | Militar                                        | LEO, inclinació de 65.1 graus              | Reconeixement                            | 9 de setembre de 1982                                      | Reeixit                              |
| 3 de juny 21:30       | Unió Soviètica - Kosmos-3MP | Unió Soviètica - Kosmos-3MP                    | Unió Soviètica - Kapustin Iar LC 107       | Unió Soviètica - Kapustin Iar LC 107     | Unió Soviètica                                             | Unió Soviètica                       |
| 3 de juny 21:30       | Unió Soviètica - BOR-4 (1074 kg) | Militar                                        | LEO fraccional, inclinació de 50.6 graus   | Prova                                    | 3 de juny 1982                                             | Reeixit                              |
| 6 de juny 17:10       | Unió Soviètica - Kosmos-3M | Unió Soviètica - Kosmos-3M                     | Unió Soviètica - Plesetsk LC132 or LC133   | Unió Soviètica - Plesetsk LC132 or LC133 | Unió Soviètica                                             | Unió Soviètica                       |
| 6 de juny 17:10       | Unió Soviètica - Kosmos-1375 (750 kg) | Militar                                        | LEO, inclinació de 65.8 graus              | Objectiu d'arma anti-satèl·lit           | 18 de juny 1982 (destruït en òrbita)                       | Reeixit                              |
| 9 de juny 00:24       | Estats Units - Delta 3910 | Estats Units - Delta 3910                      | Estats Units - Cape Canaveral LC-17A       | Estats Units - Cape Canaveral LC-17A     | Estats Units                                               | Estats Units                         |
| 9 de juny 00:24       | Estats Units - Westar 5 (1108 kg) | Comercial                                      | GTO                                        | satèl·lit de comunicacions               | Desconegut                                                 | Reeixit                              |
| 10 de juny 17:37      | Unió Soviètica - Tsyklon-3 | Unió Soviètica - Tsyklon-3                     | Unió Soviètica - Plesetsk LC 32            | Unió Soviètica - Plesetsk LC 32          | Unió Soviètica                                             | Unió Soviètica                       |
| 10 de juny 17:37      | Unió Soviètica - Kosmos-1378 (2500 kg) | Militar                                        | LEO, inclinació de 82.5 graus              | ELINT                                    | en òrbita fins al 2012                                     | Reeixit                              |
| 18 de juny 11:04      | Unió Soviètica - Tsyklon-2 | Unió Soviètica - Tsyklon-2                     | Unió Soviètica - Baikonur LC 90            | Unió Soviètica - Baikonur LC 90          | Unió Soviètica                                             | Unió Soviètica                       |
| 18 de juny 11:04      | Unió Soviètica - Kosmos-1379 (1400 kg) | Militar                                        | LEO, inclinació de 65.8 graus              | Arma anti-satèl·lit                      | 18 de juny, 1982, destruït mentre era en òrbita            | Reeixit, destruït pel Kosmos-1375    |
| 18 de juny 11:58      | Unió Soviètica - Kosmos-3M | Unió Soviètica - Kosmos-3M                     | Unió Soviètica - Plesetsk LC132            | Unió Soviètica - Plesetsk LC132          | Unió Soviètica                                             | Unió Soviètica                       |
| 18 de juny 11:58      | Unió Soviètica - Kosmos-1380 (810 kg) | Militar                                        | LEO, inclinació de 82.9 graus              | comsat i navegació                       | 27 de juny 1982                                            | Error parcial de llançament          |
| 18 de juny 11:58      | Malfuncionament de la 2a etapa durant la primera ignició resultant un apogeu en baixa òrbita de transferència. El satèl·lit es va desplegar en una òrbita més baixa del previst. |                                                |                                            |                                          |                                                            |                                      |
| 24 de juny 16:29      | Unió Soviètica - Soyuz-U | Unió Soviètica - Soyuz-U                       | Unió Soviètica - Baikonur Site 1/5         | Unió Soviètica - Baikonur Site 1/5       | Unió Soviètica                                             | Unió Soviètica                       |
| 24 de juny 16:29      | Unió Soviètica - Soiuz T-6 |                                                | Terrestre Baixa (Saliut 7)                 | Saliut 7 EP-1                            | 2 de juliol 14:20                                          | Reeixit                              |
| 24 de juny 16:29      | Vol orbital tripulat amb tres cosmonautes incloent el primer viatger francès a l'espai                                                                                           |                                                |                                            |                                          |                                                            |                                      |
| 27 de juny 15:00      | Estats Units - Space Shuttle Columbia | Estats Units - Space Shuttle Columbia          | Estats Units - Kennedy LC-39A              | Estats Units - Kennedy LC-39A            | Estats Units - United Space Alliance                       | Estats Units - United Space Alliance |
| 27 de juny 15:00      | Estats Units - STS-4 | NASA                                           | Terrestre Baixa                            | Vol de proves de desenvolupament         | 4 de juliol 16:09                                          | Reeixit                              |
| 27 de juny 15:00      | Estats Units - Classified | Força Aèria dels Estats Units d'Amèrica        |                                            |                                          | En òrbita                                                  | Reeixit                              |
| 27 de juny 15:00      | Estats Units - Getaway Special | Utah State                                     | Terrestre Baixa                            |                                          | En òrbita                                                  | Reeixit                              |
| 27 de juny 15:00      | Vol orbital tripulat amb dos astronautes, vol de proves de desenvolupament final                                                                                                 |                                                |                                            |                                          |                                                            |                                      |
| 29 de juny 21:45      | Unió Soviètica - Kosmos-3M | Unió Soviètica - Kosmos-3M                     | Unió Soviètica - Plesetsk LC132            | Unió Soviètica - Plesetsk LC132          | Unió Soviètica                                             | Unió Soviètica                       |
| 29 de juny 21:45      | Unió Soviètica - Kosmos-1383 (810 kg) | Militar                                        | LEO, inclinació de 82.9 graus              | navegació, tecnologia                    | en òrbita?                                                 | Reeixit                              |
| Juliol                | |                                                |                                            |                                          |                                                            |                                      |
| 7 de juliol 09:47     | Unió Soviètica - Kosmos-3M | Unió Soviètica - Kosmos-3M                     | Unió Soviètica - Plesetsk LC132            | Unió Soviètica - Plesetsk LC132          | Unió Soviètica                                             | Unió Soviètica                       |
| 7 de juliol 09:47     | Unió Soviètica - Kosmos-1386 (Parus class) | Militar                                        | LEO, inclinació de 83.0 graus              | navegació, Comunicacions                 | en òrbita                                                  | Reeixit                              |
| 10 de juliol 09:57    | Unió Soviètica - Soyuz-U | Unió Soviètica - Soyuz-U                       | Unió Soviètica - Baikonur                  | Unió Soviètica - Baikonur                | Unió Soviètica                                             | Unió Soviètica                       |
| 10 de juliol 09:57    | Unió Soviètica - Progress 14 |                                                | Terrestre Baixa (Saliut 7)                 | Logística                                | 13 d'agost 01:29                                           | Reeixit                              |
| 16 de juliol 17:59    | Estats Units - Delta 3920 | Estats Units - Delta 3920                      | Estats Units - Vandenberg SLC-2W           | Estats Units - Vandenberg SLC-2W         | Estats Units                                               | Estats Units                         |
| 16 de juliol 17:59    | Estats Units - Landsat 4 (1972 kg) | Civilian                                       | SSO                                        | Imatgeria per satèl·lit                  | en òrbita fins al 2007                                     | Reeixit                              |
| 21 de juliol 06:31    | Unió Soviètica - Kosmos-3M | Unió Soviètica - Kosmos-3M                     | Unió Soviètica - Plesetsk LC132            | Unió Soviètica - Plesetsk LC132          | Unió Soviètica                                             | Unió Soviètica                       |
| 21 de juliol 06:31    | Unió Soviètica - Kosmos-1388 - Kosmos 1395 (Strela-1M class) | Militar                                        | LEO, inclinació de 74.0 graus              | Comunicacions                            | en òrbita                                                  | Reeixit                              |
| 29 de juliol 19:40    | Unió Soviètica - Kosmos-3M | Unió Soviètica - Kosmos-3M                     | Unió Soviètica - Plesetsk LC132            | Unió Soviètica - Plesetsk LC132          | Unió Soviètica                                             | Unió Soviètica                       |
| 29 de juliol 19:40    | Unió Soviètica - Kosmos-1397 (Romb class) | Militar                                        | LEO, inclinació de 50.6 graus              | Calibratge                               | en òrbita                                                  | Reeixit                              |
| Agost                 | |                                                |                                            |                                          |                                                            |                                      |
| 19 d'agost 17:11      | Unió Soviètica - Soyuz-U | Unió Soviètica - Soyuz-U                       | Unió Soviètica - Baikonur Site 1/5         | Unió Soviètica - Baikonur Site 1/5       | Unió Soviètica                                             | Unió Soviètica                       |
| 19 d'agost 17:11      | Unió Soviètica - Soiuz T-7 |                                                | Terrestre Baixa (Saliut 7)                 | Saliut 7 EP-2                            | 10 de desembre 19:02                                       | Reeixit                              |
| 19 d'agost 17:11      | Vol orbital tripulat amb tres cosmonautes |                                                |                                            |                                          |                                                            |                                      |
| 26 d'agost 23:10      | Estats Units - Delta 3920 | Estats Units - Delta 3920                      | Estats Units - Cape Canaveral LC-17A       | Estats Units - Cape Canaveral LC-17A     | Estats Units                                               | Estats Units                         |
| 26 d'agost 23:10      | Canadà - Anik D1 (1238 kg) | Comercial                                      | GTO                                        | satèl·lit de comunicacions               | Desconegut                                                 | Reeixit                              |
| 30 d'agost 10:06      | Unió Soviètica - Tsyklon-2 | Unió Soviètica - Tsyklon-2                     | Unió Soviètica - Baikonur LC 90            | Unió Soviètica - Baikonur LC 90          | Unió Soviètica                                             | Unió Soviètica                       |
| 30 d'agost 10:06      | Unió Soviètica - Kosmos 1402 (3800 kg) | Militar                                        | LEO, inclinació de 65.0 graus              | Reconeixement                            | 23 de gener, 1983 (bus), 7 de febrer, 1983 (nucli nuclear) | Reeixit                              |
| 30 d'agost Desconegut | Unió Soviètica - Kosmos-3M | Unió Soviètica - Kosmos-3M                     | Unió Soviètica - Plesetsk LC132            | Unió Soviètica - Plesetsk LC132          | Unió Soviètica                                             | Unió Soviètica                       |
| 30 d'agost Desconegut | Unió Soviètica - Sense assignar | military                                       | cap                                        | Desconegut                               | 30 d'agost                                                 | Error en orbitar                     |
| Setembre              | |                                                |                                            |                                          |                                                            |                                      |
| 3 de setembre 05:00   | Japó - N-I | Japó - N-I                                     | Japó - Osaki LC                            | Japó - Osaki LC                          | Japó                                                       | Japó                                 |
| 3 de setembre 05:00   | Japó - Kiku 4 (ETS 3) (385 kg) | civil                                          | LEO, inclinació de 44.6 graus              | Desconegut                               | Desconegut                                                 | Reeixit                              |
| 4 de setembre 17:50   | Unió Soviètica - Tsyklon-2 | Unió Soviètica - Tsyklon-2                     | Unió Soviètica - Baikonur LC 90            | Unió Soviètica - Baikonur LC 90          | Unió Soviètica                                             | Unió Soviètica                       |
| 4 de setembre 17:50   | Unió Soviètica - Kosmos 1405 (3000 kg) | Militar                                        | LEO, inclinació de 65.0 graus              | ELINT                                    | 5 de febrer, 1984                                          | Reeixit                              |
| 9 de setembre 02:12   | Europa - Ariane 1 | Europa - Ariane 1                              | França - Kourou ELA                        | França - Kourou ELA                      | França - Arianespace                                       | França - Arianespace                 |
| 9 de setembre 02:12   | Europa - MARECS B | ESA                                            | Destinat: Geosíncrona                      | Comunicacions                            | 9 de setembre                                              | Error de llançament                  |
| 9 de setembre 02:12   | Sirio 2 |                                                | Destinat: Geosíncrona                      |                                          | 9 de setembre                                              | Error de llançament                  |
| 9 de setembre 02:12   | Malfuncionament en la turbobomba de la 3a etapa |                                                |                                            |                                          |                                                            |                                      |
| 16 de setembre ??:??  | Unió Soviètica - Tsyklon-3 | Unió Soviètica - Tsyklon-3                     | Unió Soviètica - Plesetsk LC 32            | Unió Soviètica - Plesetsk LC 32          | Unió Soviètica                                             | Unió Soviètica                       |
| 16 de setembre ??:??  | Unió Soviètica - Kosmos-1408 (2500 kg) | Militar                                        | LEO, inclinació de 82.6 graus              | ELINT                                    | en òrbita fins al 2012                                     | Reeixit                              |
| 18 de setembre 04:58  | Unió Soviètica - Soyuz-U | Unió Soviètica - Soyuz-U                       | Unió Soviètica - Baikonur                  | Unió Soviètica - Baikonur                | Unió Soviètica                                             | Unió Soviètica                       |
| 18 de setembre 04:58  | Unió Soviètica - Progress 15 |                                                | Terrestre Baixa (Saliut 7)                 | Logística                                | 16 d'octubre 17:06                                         | Reeixit                              |
| 24 de setembre ??:??  | Unió Soviètica - Tsyklon-3 | Unió Soviètica - Tsyklon-3                     | Unió Soviètica - Plesetsk LC 32            | Unió Soviètica - Plesetsk LC 32          | Unió Soviètica                                             | Unió Soviètica                       |
| 24 de setembre ??:??  | Unió Soviètica - Kosmos-1410 (2200 kg) | Militar                                        | LEO, inclinació de 82.6 graus              | Geodèsia                                 | en òrbita fins al 2012                                     | Reeixit                              |
| 28 de setembre 23:17  | Estats Units - Atlas-Centaur SLV-3D | Estats Units - Atlas-Centaur SLV-3D            | Estats Units - Cape Canaveral LC-36B       | Estats Units - Cape Canaveral LC-36B     | Estats Units                                               | Estats Units                         |
| 28 de setembre 23:17  | Estats Units - Intelsat 505 | Intelsat                                       | Geosíncrona                                | Comunicacions                            | En òrbita                                                  | Reeixit                              |
| Octubre               | |                                                |                                            |                                          |                                                            |                                      |
| 2 d'octubre ??:??     | Unió Soviètica - Tsyklon-2 | Unió Soviètica - Tsyklon-2                     | Unió Soviètica - Baikonur LC 90            | Unió Soviètica - Baikonur LC 90          | Unió Soviètica                                             | Unió Soviètica                       |
| 2 d'octubre ??:??     | Unió Soviètica - Kosmos 1412 (3800 kg) | Militar                                        | LEO, inclinació de 64.8 graus              | Reconeixement                            | 4 de desembre, 1982                                        | Reeixit                              |
| 19 d'octubre ??:??    | Unió Soviètica - Kosmos-3M | Unió Soviètica - Kosmos-3M                     | Unió Soviètica - Plesetsk LC132            | Unió Soviètica - Plesetsk LC132          | Unió Soviètica                                             | Unió Soviètica                       |
| 19 d'octubre ??:??    | Unió Soviètica - Kosmos-1417 (Parus class) | Militar                                        | LEO, inclinació de 83.0 graus              | navegació, Comunicacions                 | en òrbita                                                  | Reeixit                              |
| 21 d'octubre 01:40    | Unió Soviètica - Kosmos-3M | Unió Soviètica - Kosmos-3M                     | Unió Soviètica - Kapustin Iar LC 107       | Unió Soviètica - Kapustin Iar LC 107     | Unió Soviètica                                             | Unió Soviètica                       |
| 21 d'octubre 01:40    | Unió Soviètica - Kosmos 1418 (classe Taifun-1B) | military                                       | LEO                                        | Objectiu de radar                        | 30 de setembre 1983                                        | Reeixit                              |
| 28 d'octubre ??:??    | Estats Units - Delta 3924 | Estats Units - Delta 3924                      | Estats Units - Cape Canaveral LC-17A       | Estats Units - Cape Canaveral LC-17A     | Estats Units                                               | Estats Units                         |
| 28 d'octubre ??:??    | Estats Units - Aurora 1 (Satcom 5) (1102 kg) | Comercial                                      | GTO                                        | satèl·lit de comunicacions               | Desconegut                                                 | Reeixit                              |
| 30 d'octubre 04:05    | Estats Units - Titan 34D/IUS | Estats Units - Titan 34D/IUS                   | Estats Units - Cape Canaveral LC-40        | Estats Units - Cape Canaveral LC-40      | Estats Units                                               | Estats Units                         |
| 30 d'octubre 04:05    | Estats Units - OPS-9945 (DSCS II F-16) | Força Aèria dels Estats Units d'Amèrica        | Geosíncrona                                | Comunicacions                            | En òrbita                                                  | Reeixit                              |
| 30 d'octubre 04:05    | Estats Units - DSCS III A-1 | Força Aèria dels Estats Units d'Amèrica        | Geosíncrona                                | Comunicacions                            | En òrbita                                                  | Reeixit                              |
| 30 d'octubre 04:05    | Vol inaugural del Titan 34D i el Inertial Upper Stage |                                                |                                            |                                          |                                                            |                                      |
| 31 d'octubre 11:20    | Unió Soviètica - Soyuz-U | Unió Soviètica - Soyuz-U                       | Unió Soviètica - Baikonur                  | Unió Soviètica - Baikonur                | Unió Soviètica                                             | Unió Soviètica                       |
| 31 d'octubre 11:20    | Unió Soviètica - Progress 16 |                                                | Terrestre Baixa (Saliut 7)                 | Logística                                | 14 de desembre 17:17                                       | Reeixit                              |
| Novembre              | |                                                |                                            |                                          |                                                            |                                      |
| 11 de novembre ??:??  | Unió Soviètica - Kosmos-3M | Unió Soviètica - Kosmos-3M                     | Unió Soviètica - Plesetsk LC132            | Unió Soviètica - Plesetsk LC132          | Unió Soviètica                                             | Unió Soviètica                       |
| 11 de novembre ??:??  | Unió Soviètica - Kosmos 1420 (Strela-2 class) | Militar                                        | LEO, inclinació de 74.0 graus              | Comunicacions                            | en òrbita                                                  | Reeixit                              |
| 11 de novembre 12:19  | Estats Units - Transbordador espacial Columbia | Estats Units - Transbordador espacial Columbia | Estats Units - Kennedy LC-39A              | Estats Units - Kennedy LC-39A            | Estats Units - United Space Alliance                       | Estats Units - United Space Alliance |
| 11 de novembre 12:19  | Estats Units - STS-5 | NASA                                           | Terrestre Baixa                            | Desplegament de satèl·lit                | 16 de novembre 14:33                                       | Reeixit                              |
| 11 de novembre 12:19  | Estats Units - SBS-3 | SBS                                            | Actual: Cementiri Operational: Geosíncrona | Comunicacions                            | En òrbita                                                  | Reeixit                              |
| 11 de novembre 12:19  | Canadà - Anik C3 | Telesat Canada                                 | Actual: Cementiri Operational: Geosíncrona | Comunicacions                            | En òrbita                                                  | Reeixit                              |
| 11 de novembre 12:19  | Alemanya Occidental - Getaway Special | West Germany                                   | Terrestre Baixa                            | Investigació de microgravetat            | 16 de novembre                                             | Reeixit                              |
| 11 de novembre 12:19  | Vol orbital tripulat amb quatre astronautes; Primer vol del transbordador "operacional" Anik C3 retirat el 18 de juny 1997                                                       |                                                |                                            |                                          |                                                            |                                      |
| 17 de novembre 21:22  | Estats Units - Titan IIID | Estats Units - Titan IIID                      | Estats Units - Vandenberg SLC-4E           | Estats Units - Vandenberg SLC-4E         | Estats Units                                               | Estats Units                         |
| 17 de novembre 21:22  | Estats Units - OPS-9627 (KH-11-5) | NRO                                            | Heliosíncrona                              | Reconeixement                            | 13 d'agost 1985                                            | Reeixit                              |
| 17 de novembre 21:22  | Vol final del Titan IIID |                                                |                                            |                                          |                                                            |                                      |
| 24 de novembre ??:??  | Unió Soviètica - Kosmos-3M | Unió Soviètica - Kosmos-3M                     | Unió Soviètica - Plesetsk LC132            | Unió Soviètica - Plesetsk LC132          | Unió Soviètica                                             | Unió Soviètica                       |
| 24 de novembre ??:??  | Unió Soviètica - Sense assignar | military                                       | cap                                        | Comunicacions                            | 24 de novembre                                             | Error en orbitar                     |
| Desembre              | |                                                |                                            |                                          |                                                            |                                      |
| 21 de desembre 02:38  | Estats Units - Atlas E/Star-37S-ISS | Estats Units - Atlas E/Star-37S-ISS            | Estats Units - Vandenberg SLC-3W           | Estats Units - Vandenberg SLC-3W         | Estats Units                                               | Estats Units                         |
| 21 de desembre 02:38  | Estats Units - DMSP 5D-2 F6 | Força Aèria dels Estats Units d'Amèrica        | Heliosíncrona                              | Meteorologia                             | En òrbita                                                  | Reeixit                              |
| 29 de desembre ??:??  | Unió Soviètica - Kosmos-3M | Unió Soviètica - Kosmos-3M                     | Unió Soviètica - Plesetsk LC132            | Unió Soviètica - Plesetsk LC132          | Unió Soviètica                                             | Unió Soviètica                       |
| 29 de desembre ??:??  | Unió Soviètica - Kosmos 1427 (Tafun-1B class) | Militar                                        | LEO, inclinació de 65.8 graus              | Objectiu de radar                        | 5 d'octubre 1989                                           | Reeixit                              |

## Encontres espacials
| Data (GMT)     | Nau espacial | Esdeveniment            | Comentaris                 |
| -------------- | ------------ | ----------------------- | -------------------------- |
| 1 de març      | Venera 13    | Aterrat a Venus         |                            |
| 5 de març      | Venera 14    | Aterrat a Venus         |                            |
| 30 de març     | ISEE-3/ICE   | 1r sobrevol de la Lluna | Apropament màxim: 19570 km |
| 23 d'abril     | ISEE-3/ICE   | 2n sobrevol de la Lluna | Apropament màxim: 21137 km |
| 27 de setembre | ISEE-3/ICE   | 3r sobrevol de la Lluna | Apropament màxim: 22790 km |

## EVAs
| Inici Data/Hora    | Duració           | Hora Finalització | Nau espacial  | Tripulació                                                             | Comentaris |
| ------------------ | ----------------- | ----------------- | ------------- | ---------------------------------------------------------------------- | --- |
| 30 de juliol 02:39 | 2 hores 33 minuts | 05:12             | Saliut 7 EO-1 | Unió Soviètica - Anatoly Berezovoy · Unió Soviètica - Valentín Lébedev | Realització del primer EVA des del Saliut 7, en Lébedev es va ancorar a si mateix amb un peu de retenció, mentre que en Berezovoy l'assistia en l'escotilla. Després de recollir i col·locar les mostres en la superfície exterior de la nau espacial, Lébedev va provar mètodes per al muntatge i desmuntatge del treball en l'espai, incloent l'experiment del panell d'Istok, de convertir els perns amb una clau especial. |